# Désirs cruels
Désirs cruels est un recueil de nouvelles fantastiques écrit par Michel Pagel, publié pour la première fois en France par Fleuve noir en 1990. C'est le troisième tome du cycle "La Comédie Inhumaine".

## L'œuvre
À l'instar d'ouvrages comme L'Homme illustré de Ray Bradbury, ce recueil de quatre nouvelles relie entre eux les différents récits qui le composent par un procédé narratif (ce qui se nomme dans le monde franglophone, un “fix-up”).
L'ouvrage débute en effet par l'intrusion d'une voleuse dans une riche propriété. Surprise et capturée par le maître des lieux et son domestique, elle doit raconter chaque soir une nouvelle histoire sous peine de mort. Chacune des histoires constitue une des nouvelles du volume.

## Différentes éditions
- Fleuve noir, collection Anticipation.
- J'ai lu, 2003.

## Composition
Les quatre nouvelles du recueil sont :
- Rosie (dédicacée à R.D. Nolane et S.K. Sheldon) : un routier prend en stop d'étranges passagers ;
- L'île des révélations : des naufragés que tout oppose se retrouvent sur une île où se produisent d'étranges phénomènes ;
- Les mains de Farah Yole (dédicacée à Clive Barker) : un journaliste se passionne pour l'œuvre de Farah Yole, une jeune peintre inconnue ;
- La ballade du Luna Park (dédicacée à Roland C. Wagner) : un gigolo se prend d'admiration pour une artiste foraine au lourd secret ;